# Zambo (Kinderprogramm)
Zambo oder auch SRF Zambo ist das multimediale Kinderprogramm von Schweizer Radio und Fernsehen (SRF).
Das Angebot von Zambo besteht aus einer Radiosendung am Samstag und Sonntag auf Radio SRF 1 von 19 bis 20 Uhr, einer Online-Community für Kinder, diversen Webformaten, einem vielfältigen Hörspiel-Angebot (als Teil der Radiosendung und als Podcast), sowie einem Podcast namens Zambo Bus, in dem die Zambo-Moderatoren in einem Bus durch die Deutschschweiz fahren und die Kinder besuchen.

## Zambo im Radio
In der Radiosendung, die jeweils von 19 bis 20 Uhr immer samstags und sonntags auf Radio SRF 1 live gesendet wird, existieren folgende Rubriken und Programmpunkte:
- Hörspiele und Geschichten für Kinder: Immer von Sonntag bis Donnerstag gibt es bei «Zambo» im Radio Hörspiele für Kinder von acht bis zwölf Jahren. Viele der Hörspiele sind auch als Podcast zum Download verfügbar.[2]
- Musikwünsche
- «Besserwisser»: Beim Radiospiel «Besserwisser» kann sich der Telefonanrufer entscheiden, ob eine Behauptung – aufgestellt vom Grünschnabel – richtig ist oder nicht. Hat der Telefonanrufer recht, gewinnt er.
- «Wunsch i d'Nacht»: Immer zum Abschluss der Radiosendung spielt «Zambo» einen Wunsch in die Nacht, der im Vorfeld mit Kindern aufgenommen wurde.
- «Zamboskop»: Im «Zamboskop» geht es um kindergerechte Informationen zum aktuellen Zeitgeschehen.
- «Durchblicker»: Im «Durchblicker» werden Alltagsfragen von Kindern auf verständliche und unterhaltsame Weise beantwortet.
- «Zambo Charts»: Jeden Freitag die Zambo-Hitparadensendung. Bei den «Zambo Charts» bestimmen die Kinder den Ausgang durch eine Abstimmung in der Community und schlagen neue Songs für die nächste Abstimmung vor.[3]
- «Schatzjäger»: Jeden Samstag geht es bei «Zambo» ab auf eine Reise durch die Schweiz. Beim Radiospiel müssen Hindernisse überwunden, Fragen beantwortet und knifflige Rätsel gelöst werden. Wer das schafft, gewinnt einen Preis.[4]

## Zambo im Netz: Community
Die Webseite srfkids.ch: Auf srfkids.ch werden die wichtigsten Inhalte aus dem Radio aufgearbeitet und online zugänglich gemacht. Die Multimedia-Redaktoren erarbeiten darüber hinaus eigene und ergänzende Inhalte (Text, Ton, Video).
Community: Bei «Zambo» können sich unter 15-Jährige via Webseite anmelden und Mitglied der Community werden. Als Mitglied gibt es die Möglichkeit, Blogs zu schreiben, sich mit anderen Zambo-Mitglieder zu befreunden und zu chatten. Zambo gilt als eine der sichersten Communities, zumal die Identität jedes Kindes zuvor telefonisch überprüft wird, um sicherzustellen, dass sich nur Kinder in der Community aufhalten und die Eltern darüber informiert sind. Erst nach dieser Kontrolle wird das Profil freigeschaltet.
Durch die Community bekommen viele Kinder die Chance, an der Programm-Gestaltung teilzunehmen. So kann jeder Benutzer zum Beispiel täglich bei den «Zambo Charts» für den besten Song der Woche abstimmen. Die «Zambo Charts» sind jeden Freitag im Rahmen der «Zambo»-Radiosendung auf SRF 1 zu hören.
Bei «Zambo» können sich Kinder als Kinderreporter bewerben. Diese haben die Möglichkeit, mit eigenen Beiträgen wie Interviews oder Hintergrundreportagen das Angebot von Zambo aktiv mitzugestalten.

## Geschichte
Kindersendungen gibt es schon seit der Gründung von Radio SRF 1931 unter wechselnden Namen (u. a. 1991–2008: «Looping» / 1995–2008: «SiggSaggSugg» / 2008–2010: «Pirando»). Seit 2010 heisst die Kindersendung «Zambo». «Zambo» entstand mit der Fusion der Kinderredaktionen von Schweizer Fernsehen und Schweizer Radio DRS.
Ab März 2012 wurde «Zambo» auch im TV auf SRF 1 ausgestrahlt. Die Sendung «myZambo» dauerte neu 25 Minuten. Zudem wurden seit der Umstrukturierung die Doku-Formate «myStory» und «Lanzi...» ausgestrahlt, im Frühjahr 2013 kam auch eine Kochsendung («Tschanz mit allem») für Kinder dazu. Seit dem Frühjahr 2014 ersetzte das Wissensformat «Rosanna checkt's!» die Sendung «Lanzi...». Im Jahr 2015 kam die Tiersendung «Pätagei» dazu.
2016 wurde das Fernsehprogramm von «Zambo» eingestellt. Der Hauptgrund war, dass die Zielgruppe bei einem Durchschnittsalter von 53 Jahren verfehlt sei. Die Sendung «Guetnachtgschichtli» läuft weiterhin um 17.30 Uhr auf SRF 1 und kann auf der Zambo-Webseite jederzeit geschaut werden. «Zambo» sendet im Radio weiter, zudem wurde das Online-Angebot mit Webformaten ausgebaut. Manche TV-Eigenproduktionen sind weiterhin auf der Internetseite zu sehen.

## Zambo: Eigenproduktionen
- «Guetnachtgschichtli» Gutenachtgeschichte (läuft weiterhin am TV)
- «Mein Hobby» (Webformat) Es werden «Zambo»-Mitglieder und ihre Hobbys vorgestellt.
- «Mein Haustier» (Webformat) Es werden «Zambo»-Mitglieder und ihre Haustiere vorgestellt.
- «Clip und klar!» (Webformat) Reena und Raphi erklären Schulstoff einfach und unterhaltend.
- «Die Prüfung» (Webformat) Prominente lösen Schulprüfungen von «Zambo»-Mitgliedern.
- «Traumberuf» (Webformat) «Zambo»-Mitglieder schnuppern einen Tag in ihrem Traumberuf.
- «Tilt» (fiktionales Webformat) Die beiden Freundinnen Lara und Janina hauen von zuhause ab und reisen nach Italien.
- «Anna erfüllt Wünsche» (Webformat) «Zambo»-Moderatorin Anna Zöllig überrascht Kinder.[11]

## Zambo im TV: eingestellte Eigenproduktionen
- «myZambo»: Live-Sendung mit Studiogästen (meistens Kinder oder prominente Personen). Es werden auch Beiträge über das Leben von Kindern gesendet, die auf der Website einen interessanten Blog – beispielsweise über ihr Haustier oder ihr Hobby – geschrieben haben. Diese werden dann mit Kamera und Mikrofon zu Hause oder während der Freizeit besucht.
- «Tschanz mit allem...» (bis 2015): Kochsendung mit Adrian Tschanz. Der Koch tischt wöchentlich neue Gerichte auf. Die Gerichte werden von einer Kinderjury bewertet.
- «Oli Mega Vlog»: Videoblog. Der 15-jährige Oliver Lührer gibt zusammen mit seiner Schwester Max Einblick in seinen Alltag.
- «Zambooster» (ehem., 2010 bis 2011): Spielshow, bei der das Konzept  von SMS Galaxy der Vorgängersendung tubii übernommen wurde. Kinder, welche Mitglied der Community sind, konnten per Internet, SMS und Telefon Quizfragen beantworten. Der Zufallsgenerator wählte dann ein Mitspieler aus, welcher alle Fragen richtig beantwortet hatte.
- «myStory»: Doku-Serie. «myStory» begleitet über einen längeren Zeitraum hinweg Kinder und ihre Geschichten aus dem Leben. Die Kameras sind bei wichtigen Prüfungen, beim Vortanzen, beim Sport, beim Vorsingen oder einfach beim Abendessen mit der Familie dabei.
- «Rosanna checkt's!»: Doku-Serie. Moderatorin Rosanna checkt mit Fragen aus der Community Wissenswertes aus, packt mit an und nimmt die  Zuschauer an Orte mit, an die man sonst nicht so einfach hin darf.
- «Pätagei»: Tiersendung. Moderator Pät erfährt jede Woche neue spannende Fakten über jeweils ein Tier. Die ersten drei Staffeln wurden im Zoo Zürich gedreht. Die vierte Staffel wurde in Südafrika gedreht.[12]
- «Best Friends»: Schulsoap; Schweizer Version der niederländischen Serie Spangas.

Die eingestellten Eigenproduktionen sind weiterhin auf der Webseite von Zambo bzw. dem Schweizer Radio und Fernsehen zu sehen.

## Zambo im TV: eingekaufte Serien
Im Fernsehprogramm von «Zambo» befanden sich unter anderem folgende eingekaufte Serien:
- Mascha und dä Bär
- Wickie und die starken Männer
- Shaun das Schaf
- Aquilas Geheimnis – Auf der Suche nach dem Piratenschatz
- The Next Step
- Wow Wow Wubbzy
- Kati und Mim-Mim

## Moderatoren
«Zambo» im Radio wird von Anna Zöllig, Giulia Lötscher und Angela Haas  moderiert. Das Moderatoren-Team ist auch online aktiv, betreibt ein Blog und kommentiert Beiträge der Kinder. Das Webformat «Clip und klar!» moderieren Reena Thelly und Raphael Labhart.

## «Best Friends»
Best Friends ist eine Seifenoper für Kinder und Jugendliche, die mit dem Start von Zambo am 30. August 2010 angelaufen ist. Insgesamt wurden 150 Folgen (3 Staffeln) realisiert.

## Auszeichnungen
- Die Online-Plattform «Zambo» gewann 2011 den Best Of Swiss Web Award in der Kategorie Digital Natives.[13]
- Die «Zambo»-Produktion «Mein Leben mit einer Krankheit» gewann 2015 den Medienpreis der Schweizerischen Diabetes-Stiftung.[14]
- Das «Zambo»-Hörspiel «D‘Abentür vom Clà Ferrovia – d’Reis ins Liechterland» von Linard Bardill gewann 2015 s'Goldig Chrönli der Vereinigung zur Förderung Schweizer Jugendkultur.[15]
- Die «Zambo»-Produktion «Ayham – Mein neues Leben» über einen jungen syrischen Flüchtling gewann 2017 den Japan Foundation President’s Prize.[16]